# مرگاوان
مرگاوان (به ارمنی: Մրգավան) یک شهر در ارمنستان است که در استان آرارات واقع شده‌است. مرگاوان در  کیلومتری شمال آرتاشات، مرکز استان آرارات واقع شده است.

## خصوصیات
مرگاوان ۱٬۸۶۰ نفر جمعیت دارد و در ارتفاع  متر بالاتر از سطح دریا قرار گرفته است.

## نگارخانه

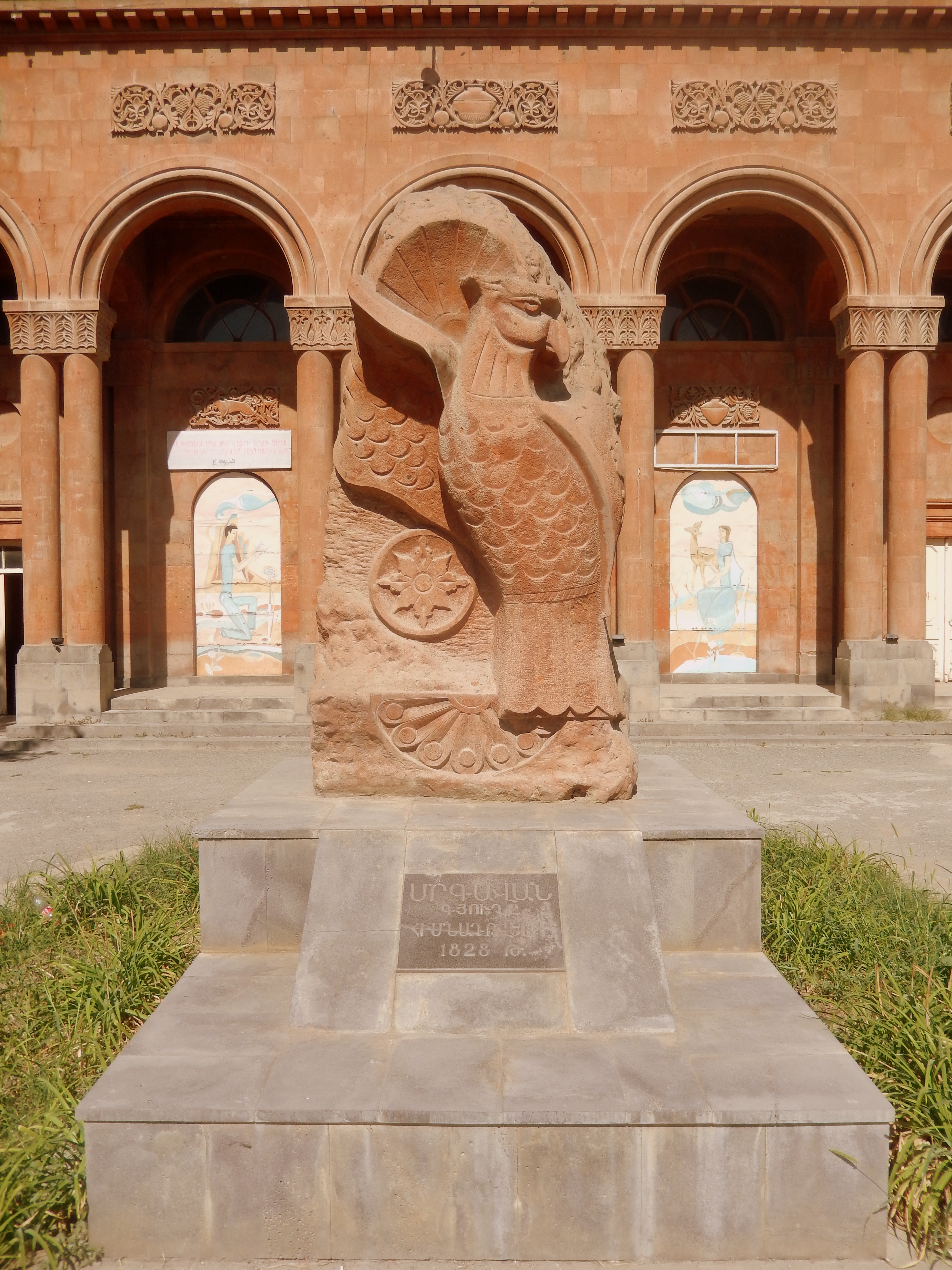
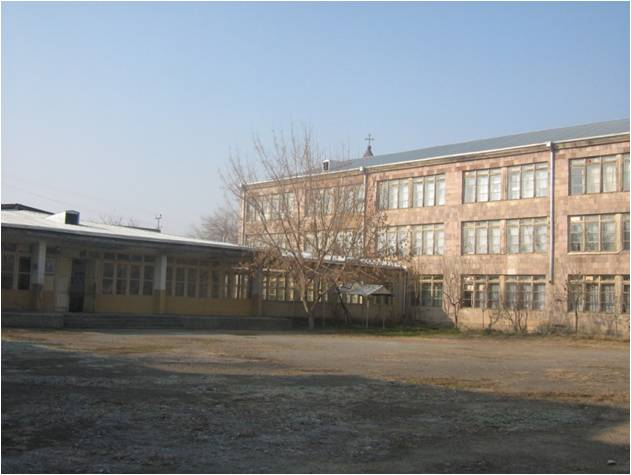